# Enamma striatum
Enamma striatum là một loài bọ cánh cứng trong họ Elateridae. Loài này được Handlirsch miêu tả khoa học năm 1906.